# 威達利國際
威達利國際集團有限公司，簡稱威達利國際集團，以及威達利國際（英語：WATARY INTERNATIONAL HOLDINGS LIMITED，港交所除牌時0305.HK），在1980年成立當時生產及銷售電子產品。
當時在1992年11月23日於香港交易所主板上市，由於受到電子行業競爭加劇，於是在1995年被馬來西亞馬化集團進行收購，在1月23日更名為萬能國際集團有限公司，之後在2007年1月15日更名為五菱汽車集團控股有限公司。

## 連結
- Wuling.com.hk （页面存档备份，存于）